# Telaio (meccanica)

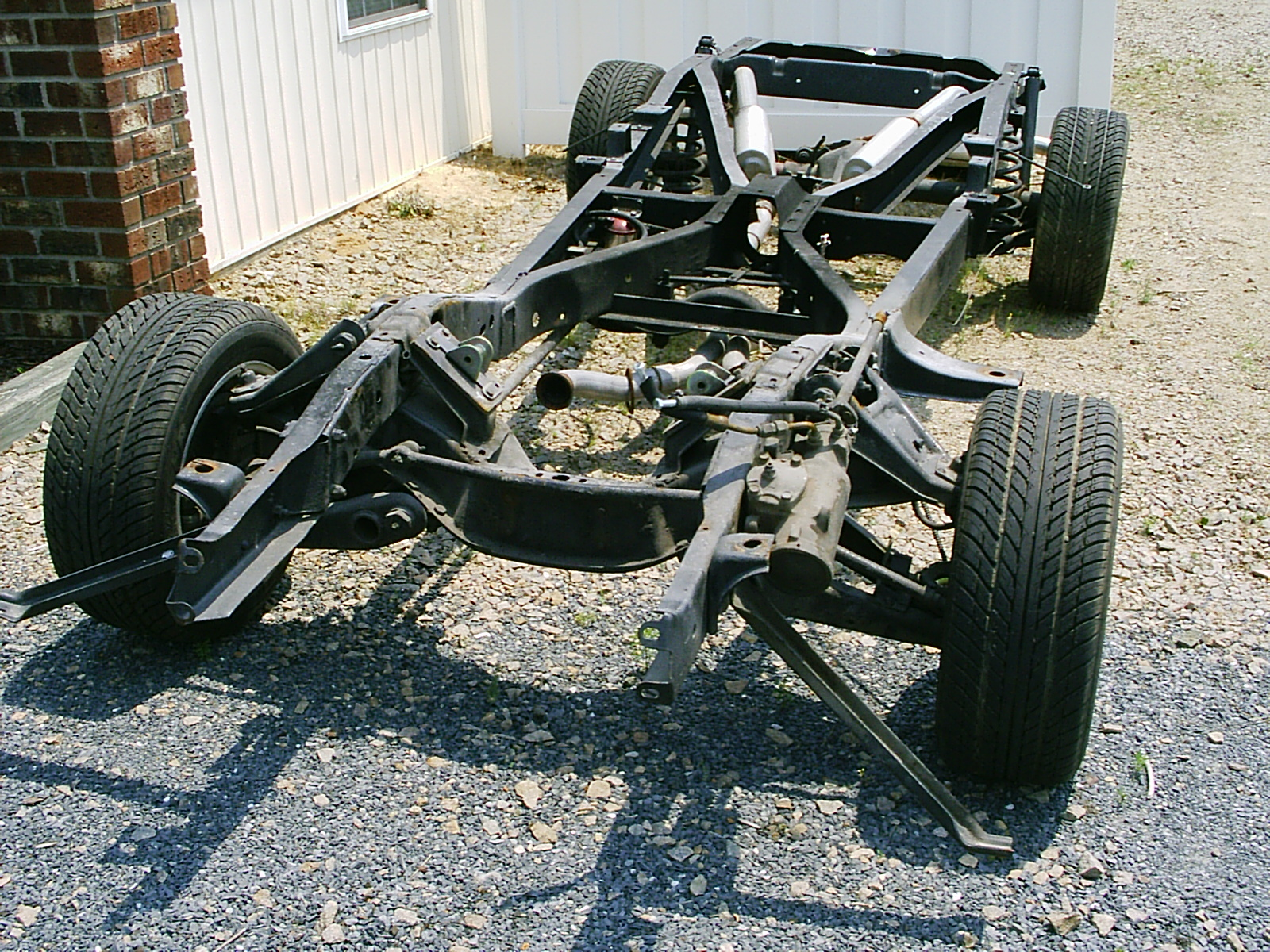
Telaio di un autoveicolo

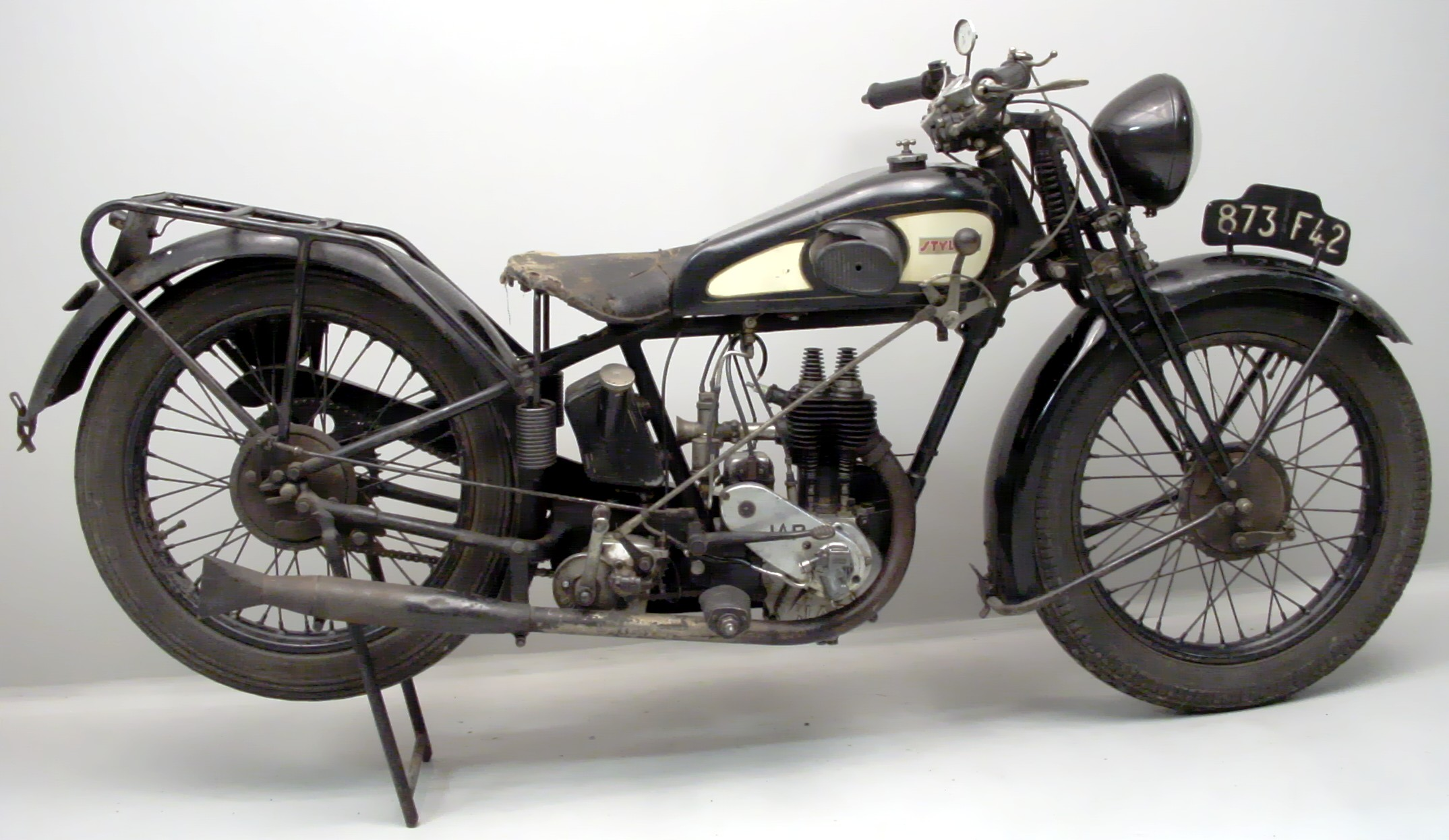
Motociclo con telaio completamente a vista

Il telaio è la struttura portante delle varie parti che costituiscono una macchina ovvero il componente essenziale per qualsiasi mezzo di trasporto, macchinario da lavoro o semplice macchina utensile: è l'elemento fondamentale di tutti gli apparecchi dotati di meccanica, come autoveicoli ed elettrodomestici, sul quale sono montati tutti gli altri componenti caratteristici.

## Tipi di telaio
I telai possono essere di vari tipi:
- A  traliccio/tubi saldati[1];
- Stampati;
- Monoscocca;
- Misti/scomponibile (in parte a tubi saldati e in parte stampato).

### Telaio a traliccio o a tubi
Il telaio a tubi ha la caratteristica d'essere molto flessibile e resistente, mantenendo un ingombro minore rispetto agli altri tipi di telaio, per questo è molto utilizzato su moto da fuoristrada, fuoristrada e camion, perché richiedono telai molto resistenti alle sollecitazioni.
Il telaio a tubi è composto da pochi tubi principali: questa disposizione ne conferisce un aspetto pulito e liscio.
Nel telaio a traliccio, invece, i tubi principali di cui è composto sono interconnessi tramite altri piccoli tubi, formando una struttura intrecciata a triangoli che aumenta la resistenza e la rigidezza del telaio.

### Telaio stampato
Questo tipo di telaio viene generalmente utilizzato per le moto, dato il costo finale generalmente inferiore, come anche il peso.
Il telaio a tubi, invece, è tendenzialmente più costoso, soprattutto se deve essere il più leggero possibile, inoltre risulta più difficile realizzare un telaio rigido con questa tecnologia.

### Telaio monoscocca

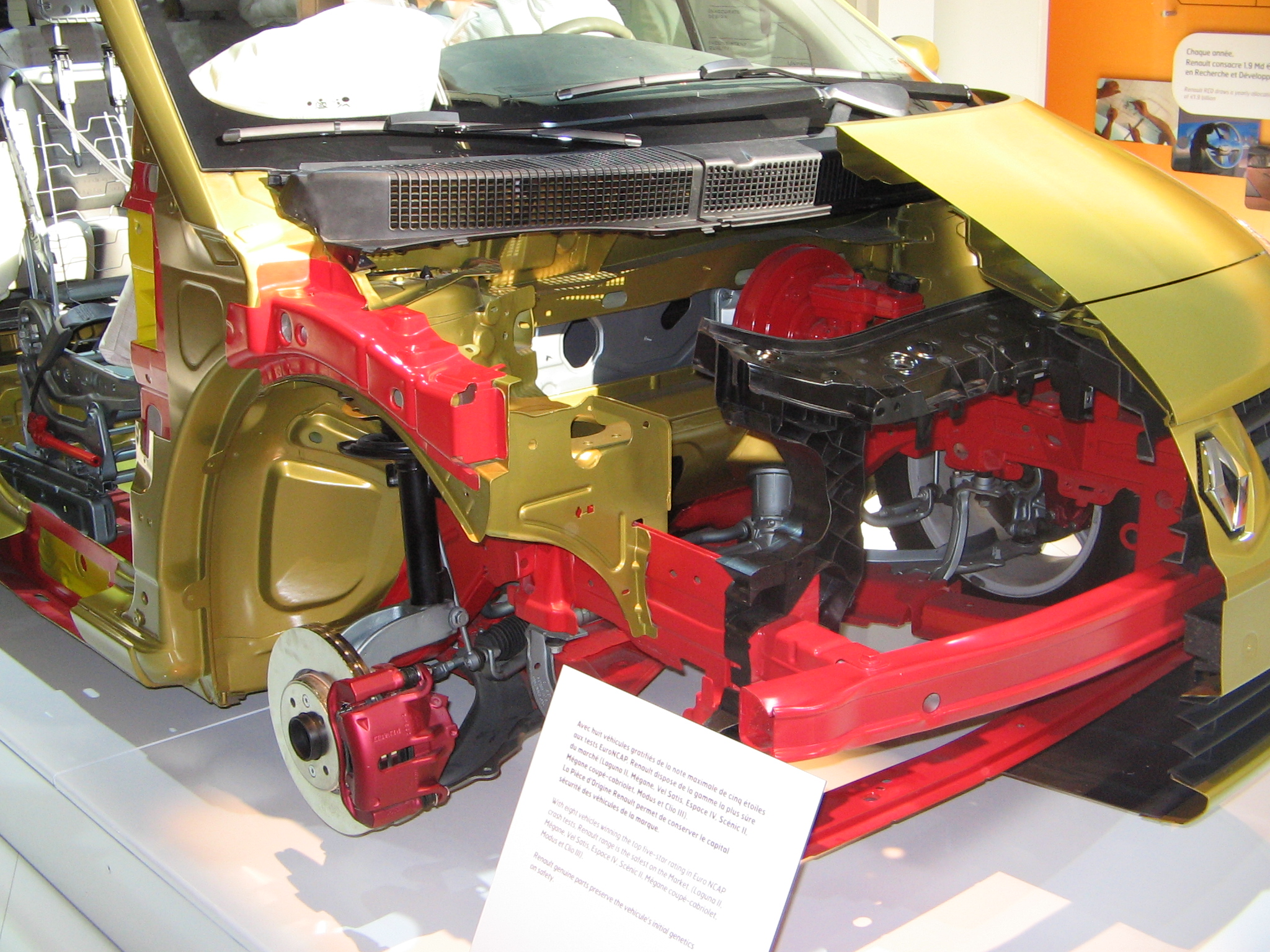
Telaio monoscocca di un'auto

I telai monoscocca si chiamano così perché sono un elemento unico con funzione portante e possono inglobare parte della carrozzeria; vengono utilizzati per il loro minor costo e peso rispetto ad un telaio tradizionale, ma richiedono una sostituzione più frequente, in quanto più fragili e difficili da riparare. Date queste criticità, vengono utilizzati solo su autovetture e piccoli autocarri e dal 1980 circa, anche su qualche fuoristrada, come la russa Niva e l'Americana Cherokee, mentre hanno scarsissima applicazione in moto e scooter (il primo mezzo a due ruote ad utilizzarlo su larga scala è stato la Vespa della Piaggio).

### Telaio misto/scomponibile
Questo telaio è costituito da una parte puramente in tubi e una parte in piastre stampate o ricavate dal pieno, unite tra loro tramite dei bulloni.
Il telaio misto ha avuto la sua prima applicazione nel 2005, con la Bimota DB5, esso riesce a coniugare i vantaggi di entrambi i sistemi, risultando però meno costoso rispetto al telaio a tubi, anche se più complesso da studiare.

## Struttura del telaio e del motore
Il telaio, a seconda di come è fatto, può essere:
- Perimetrale: il telaio viene disposto più esternamente possibile, in modo da aumentare la rigidezza del veicolo: nelle motociclette questo risulta quasi sempre facilmente visibile.
- A diamante: il telaio rimane il più interno possibile seguendo linee più diritte possibili.
- A omega (Ω): prende nome dalla sua forma, viene utilizzato sulle moto con forcellone anteriore (in luogo della classica forcella, es. Bimota Tesi 3D).
- A due pezzi: telaio, sempre per solo uso motociclistico, costituito da due parti distanti tra loro, ma collegate tramite il motore[3].

Il motore, a seconda della relazione con il telaio, può essere:
- Portante: in genere esso coadiuva il telaio, in questo caso più esile e leggero. Esempi lampanti ne sono la Elf 500 GP[4], la Britten V1000 dal '91 al '98, la Ducati Desmosedici, che ha corso tra il 2003 e il 2011, e la Cosworth-Qtel di fine anni settanta[5]. ll primo mezzo stradale a sfruttarlo in modo marcato fu la Ducati 1199 Panigale nel 2012, anche se il primo progetto, mai realizzato, presentato con questa caratteristica, fu un Aprilia nel 2003[6].
- Appeso: il motore non viene coinvolto nel lavoro del telaio, questa rappresenta la soluzione più tradizionale e diffusa.

## Costruzione
La costruzione del telaio ne determina le caratteristiche, quali:
- Forma della sezione, che può essere ovale, circolare, quadrata, rettangolare, a doppia T oppure a C con lamierini interni d'irrigidimento. Essa determina la risposta dalle diverse direzioni delle forze applicate: con una sezione circolare si ha la stessa risposta indifferentemente dalla direzione, in tutte le altre sezioni, che non hanno lo stesso momento di inerzia nelle diverse direzioni, si tende a porre l'orientamento del momento d'inerzia maggiore nella direzione in cui sono presenti le sollecitazioni prevalenti, per ridurre la freccia dovuta alla flessione.
Per questo nei telai di moto sportive, le travi del telaio (cavi situati al suo interno) hanno la forma della sezione rettangolare, con il lato maggiore posto perpendicolarmente all'asfalto (dovendo sopportare le forze dell'accelerazione e decelerazione), mentre il lato più stretto è posto quasi orizzontalmente (dovendo supportare soltanto le forze dei cambi di direzione).
- Spessore: aumentandolo crescono resistenza e rigidezza, perciò diminuiranno le deformazioni a parità di carico esterno e aumenterà il carico massimo
- Dimensioni: aumentando proporzionalmente le dimensioni lineari del telaio, la rigidezza totale diminuisce, mentre aumentando le dimensioni della sezione, la rigidezza totale generalmente aumenta.

## Accorgimenti

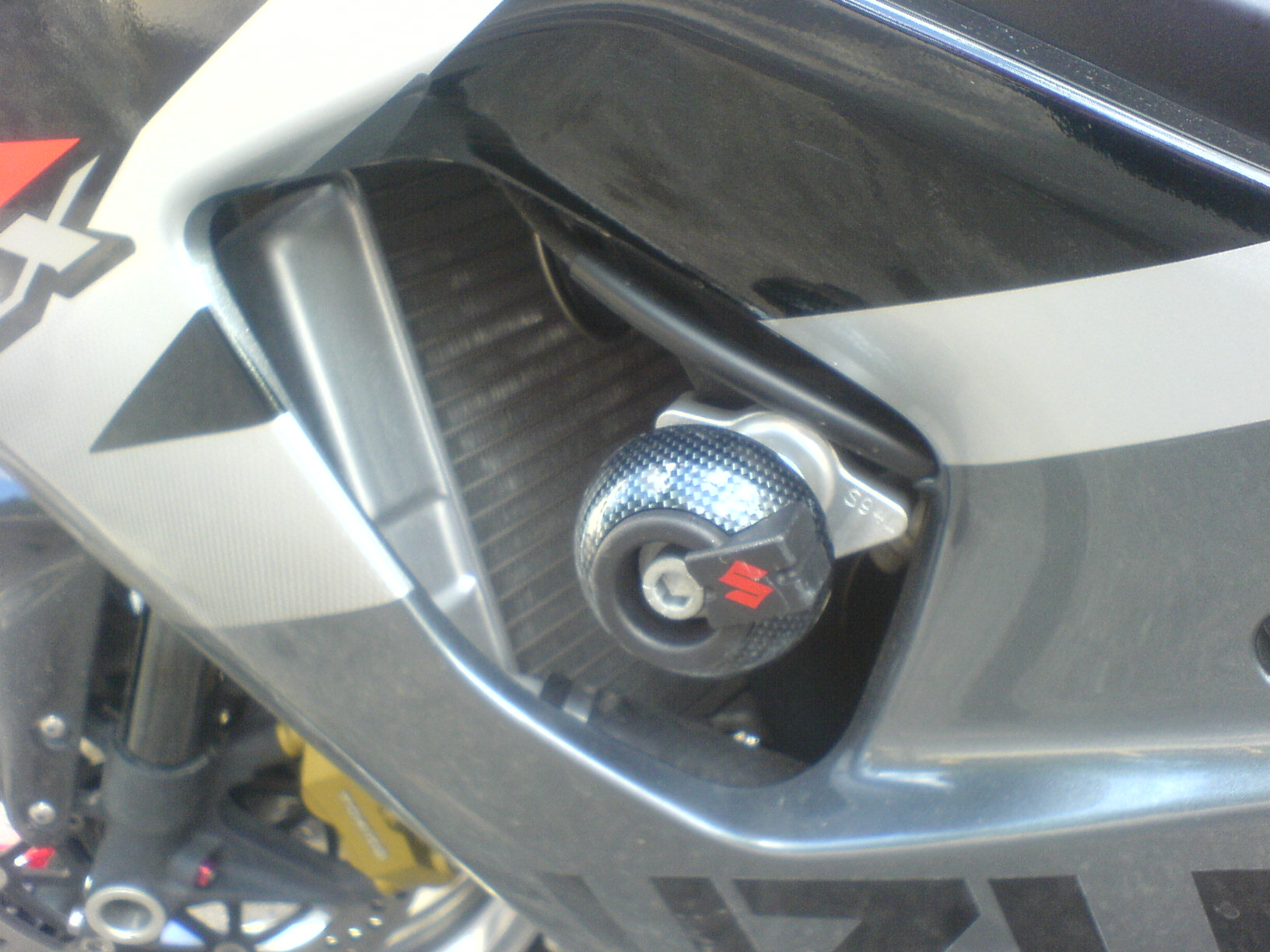
Tampone

Questi accorgimenti riguardano in particolar modo le motociclette, dove per proteggere il telaio o le strutture a lui fissate si usano:
- Barre antintrusione, dispositivi presenti sulle portiere del mezzo, i quali riducono la penetrazione di corpi esterni all'interno l'abitacolo.
- Tampone protettivo, elemento avvitabile al telaio che, in caso di caduta laterale, evita il contatto dell'asfalto con il telaio e le carene.
- Fogli in carbonio: fogli adesivi che evitano che le parti del telaio più esposte si rovinino per corrosione e/o abrasione.
- Paratelaio/Parabufali, struttura metallica tubolare che protegge non solo il telaio, ma anche le altre strutture sottostanti del mezzo.
- Paracoppa/Parascarico, struttura metallica laminare che protegge non solo il telaio, ma anche tutte le altre strutture sottostanti del mezzo.
- Eccentrici, dispositivi utilizzati sulle motociclette che permettono la regolazione di diversi parametri come l'altezza dell'asse del forcellone o l'inclinazione della forcella.
- Rigidità trasversale regolabile: elemento di particolare importanza in ambito motociclistico, tale regolazione divenne possibile con la T12 Massimo del 2016[7].

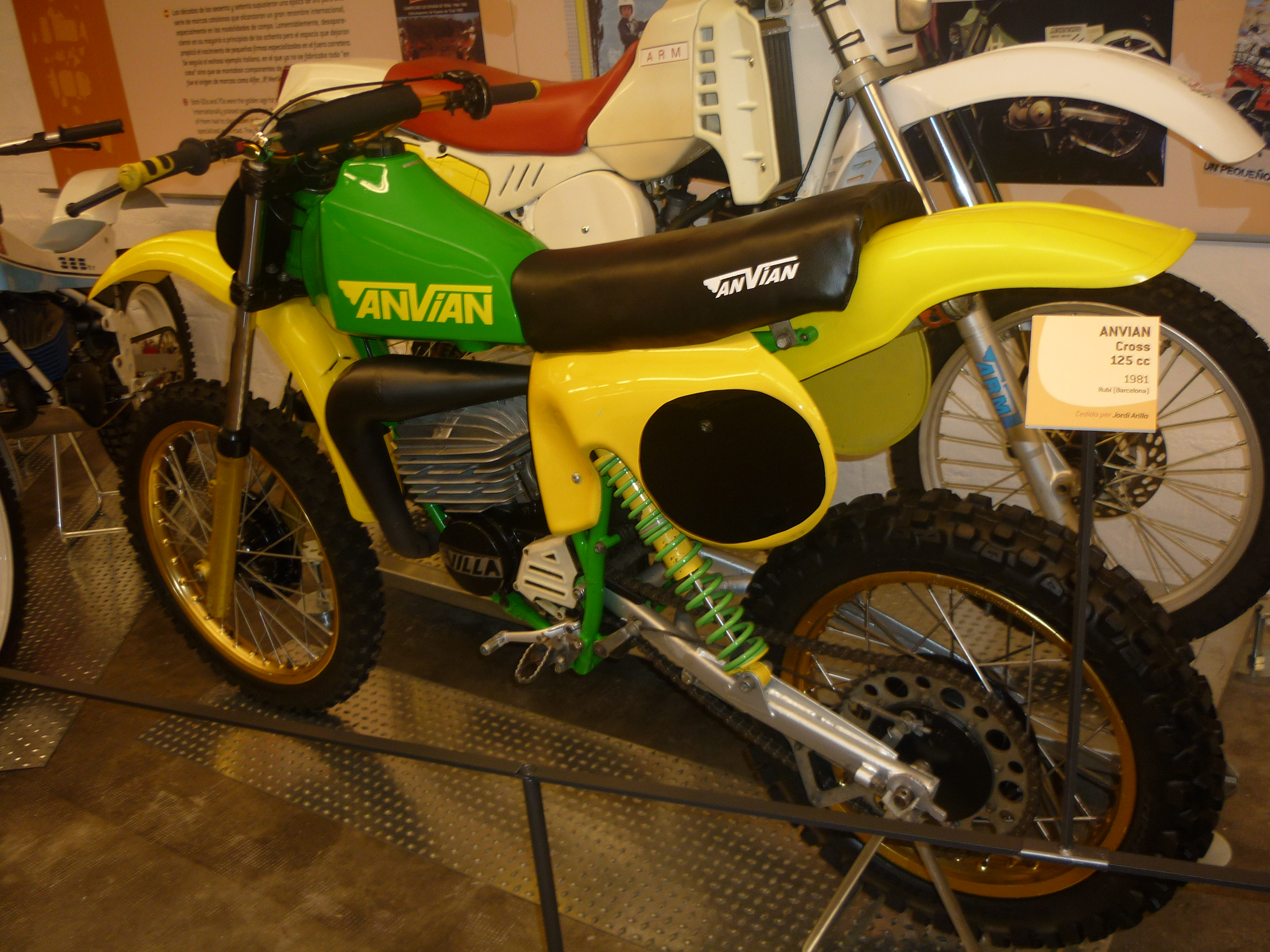
Moto da cross munita di due rulli paracatena

- Rullo paracatena, rullo che permette di limitare lo scuotimento della catena, verificabile nella guida fuoristrada. Può essere posto sia sopra che sotto il forcellone.

Esistono altri accorgimenti per aumentare la funzionalità del telaio:
- Serbatoio integrato, invece che utilizzare un contenitore specifico, si sfruttano gli spazi vuoti del telaio:
  - Serbatoio carburante integrato, soluzione tipica dei tuboni, il carburante invece che avere un proprio contenitore, sfrutta lo spazio vuoto del telaio.
  - Serbatoio olio integrato, soluzione utilizzata da qualche moto con lubrificazione separata, come le moto da cross.
  - Serbatoio portante, soluzione utilizzata dalla T12 Massimo, che oltre a svolgere la funzione di serbatoio funge da telaietto e da tappo superiore per la scatola dell'aria[7].

## Materiali utilizzati
I materiali di cui può essere composto il telaio sono:
- Acciaio, materiale di maggiore utilizzo per telai a traliccio, presenti nei mezzi di trasporto.
- Alluminio, materiale di maggiore utilizzo per telai stampati, estrusi o fusi, nei mezzi di trasporto.
  - Peraluman
- Fibra di vetro, utilizzato, insieme a degli inserti di rinforzo in metallo da alcuni mezzi sportivi ad uso civile, come nel caso della Lotus Elite Type 14[8]
- Carbonio, materiale di maggiore utilizzo in ambito sportivo, in particolar modo nel ciclismo e nella di Formula 1; raramente è comparso anche su motociclette sportive del motomondiale, quali Cagiva e Suzuki 500 Skoal Bandit[5].
- Elektron, lega di magnesio e alluminio, usata per alcune applicazioni sportive.
- Ghisa, usata su alcune macchine utensili.
- Plastica, ha applicazione per piccoli elettroutensili o alcune parti non critiche del telaio per moto (telaietto posteriore) o di supporto per componenti delle automobili (telaio reggicambio).
- Titanio, materiale di maggiore utilizzo in ambito sportivo.

## Burocrazia
I telai dei mezzi di trasporto devono avere tutti un numero identificativo specifico, che deve rispondere a determinate leggi, in modo da identificare la provenienza, l'applicazione e le caratteristiche del veicolo.
Sul telaio possono essere presenti altri codici, come ad esempio il codice ricambio della casa produttrice.